# Спирос Спиромилиос
Спиридон или Спирос Спиромилиос, известен като Орела от Химара, (на гръцки: Σπύρος Σπυρομήλιος; на албански: Spiro Milo), е гръцки офицер и андартски капитан от албански произход, участник в Гръцката въоръжена пропаганда в Македония, по-късно в Балканските войни и един от ръководителите на Автономната република Северен Епир в 1914 година.

## Биография
Спиромилос е роден през 1864 година в епирското градче Химара, като произхожда от големия род Спиромилиос. Завършва военната академия в Неапол, Италия и влиза в гръцката армия.
На 7 март 1903 година организира засада край тесалийското село Кувелци и залавя 33-ма преносвачи на оръжие от ВМОРО, които заедно с водача си Ламбро Поповски са осъдени на каторга в Гърция.
Действа с Евтимиос Каудис в Костурско срещу четите на ВМОРО. На 30 ноември Митре Влаха и Геро Ресенски нападат Каудис и Спиромилиос в главната им база в Желево, но в критичния момент пристигат османски войски и стотина души милиция от влашкото село Писодер и андартите са спасени.
През май 1905 година под псевдонима капитан Аталис Буас (Αθάλης Μπούας) оглавява чета от 35 души на Гръцката пропаганда в Македония, която воюва с българските чети на ВМОРО в района на Каракамен. Само след няколко дни обаче Спиромилиос е ранен от българи в крака и се оттегля в Солун да се лекува. В 1906 година става член на Епирската Етерия. В 1909 година е произведен в капитан и взима участие в преврата в Гуди.
На 5 ноември 1912 година при избухването на Балканската война с доброволческа част от 2000 души, предимно епироти и 200 критяни дебаркира от Корфу в Епир и овладява Химара. След обявяването на албанската независимост на 28 ноември във Вльора Спиромилиос получава заповед за изтегляне, тъй като гръцкото командване очаква мащабна атака в Епир. Спиромилиос отказва да изпълни заповедта и успешно организира отбраната с местни гръцки милиции. След края на Междусъюзническата война Северен Епир е предаден на Албания и гръцките части получават заповед за изтегляне на новата граница. На 9 февруари 1914 Спиромилиос отказва да се изтегли и обявява района за автономен, а себе си за капитан на Химара. Химара става част от Автономната република Северен Епир, обявена на 28 февруари в Аргирокастро.
След окупацията на Северен Епир от Италия в 1915 година по време на Първата световна война Спиромилиос се оттегля в Гърция и през май е избран за депутат в парламента.
В 1926 година се уволнява от армията с чин полковник.